# Villalba de la Sierra
Villalba de la Sierra község Spanyolországban, Cuenca tartományban. Villalba de la Sierra Mariana, Sotorribas, Zarzuela, Portilla, Las Majadas, Cuenca és Valdecabras községekkel határos. Lakosainak száma 561 fő (2024).

## Nevezetességek
A település mellett található az úgynevezett „Ördög ablaka” nevű kis barlang, ahonnan kiváló kilátás nyílik a Júcar folyó mély völgyére.

## Népesség
A település népessége az utóbbi években az alábbiak szerint változott:
| Lakosok száma | 569  | 616  | 553  | 559  | 558  | 535  | 505  | 456  | 469  | 561  |
|               | 2001 | 2004 | 2006 | 2009 | 2011 | 2014 | 2016 | 2019 | 2021 | 2024 |